# رالف باربييري
رالف باربييري (بالإنجليزية: Ralph Barbieri)‏ هو مقدم برامج إذاعية أمريكي، ولد في عقد 1940.